# ジルバーメーヴェ級魚雷艇
ジルバーメーヴェ級魚雷艇（ドイツ語: Silbermöwe-Klasse）とは、西ドイツ海軍が採用した魚雷艇（Sボート）である。149型魚雷艇（Klasse 149）とも表記される。

## 概要
ジルバーメーヴェ級魚雷艇は元々、リュールセン社が第二次世界大戦中に設計していたS-38型Sボートを基に建造された。
艇体は木製の船体をアルミニウム合金製の板で覆う形で製造されている。エンジンはメルセデス・ベンツ製のMB 518ディーゼル（2500馬力）を3基搭載し、それぞれのエンジンが1基ずつのスクリューを動かす。これにより、ジルバーメーヴェ級は43ノットの最高速度と900海里（34ノットで航行時）の航続距離を手に入れた。
武装については元々高速哨戒艇としての使用を前提としていたため、第二次世界大戦中のSボートのような艇体内蔵式の魚雷発射管は装備されておらず、建造当初は非武装であったが、西ドイツ海軍編入後に艇体後部にはイスパノ・スイザ HS.820（のちのエリコンKAD）20mm機関砲の2連装マウントを装備した。
1957年には艇体後部の連装マウントをボフォース 70口径40mm機関砲の単装マウントに換装したうえで、艇体中央軸線から外側に15°そらす形で外装式の533mm魚雷発射管を艇体左右両舷に1基ずつ搭載している。予備魚雷は搭載不能である。

## 運用
ジルバーメーヴェ級魚雷艇は1952年から建造が始められ、当初は西ドイツ連邦国境警備隊（Bundesgrenzschutz）の傘下に編成された海上部門（Seegrenzschutz）に配属された。しかし再軍備に備えた意図が露骨すぎたため、最初に建造された3隻は連合国管理委員会によって押収され、イギリスの指揮下にあるイギリス・バルト海漁業保護部（British Baltic Fishery Protection Service）にそれぞれシルバーガル（Silver Gull）、ストームガル（Storm Gull）、ワイルドスワン（Wild swan）の英語名を命名された上で編入された。
1954年から1955年にかけて、シルバーガルとストームガルはハンス＝ヘルムート・クローゼ（Hans-Helmut Klose）率いるクローゼ高速艇グループ（Schnellbootgruppe Klose）の元で、バルト海における偵察任務に就いていた。
1955年に西ドイツの再軍備が認められて西ドイツ海軍（Bundesmarine：「連邦海軍」）が編成されると、ジルバーメーヴェ級魚雷艇は1956年4月1日にキールで編成された第1高速艇戦隊（1. Schnellbootgeschwader）に編入されることが決定された。
同年5月29日にはイギリス・バルト海漁業保護部に所属していた3隻が西ドイツに返還され、艇名をドイツ語式に訳したうえで編入された。6月1日には連邦国境警備隊海上部門の2隻も編入され、翌1957年には1隻が追加で建造配備され、既存のジルバーメーヴェ級も魚雷発射管を装備された上で建軍当初の西ドイツ海軍の一翼を担った。
ジルバーメーヴェ級の所属部隊である第1高速艇戦隊も1967年3月1日に解隊され、同年3月15日に6隻全てが西ドイツ海軍から退役した。

退役した6隻の内5隻はギリシャ海軍に売却され、残りの1隻は第73テストセンター（Erprobungsstelle 73）にて実験艇として運用され、いずれも1970年代半ばまで運用された。

## 同型艇
ジルバーメーヴェ級魚雷艇の名前は、すべて海鳥から取られている。
| 艦番号 | 艦名                                              | 就役          | 退役          | 備考 |
| ------ | ------------------------------------------------- | ------------- | ------------- | --- |
| P6052  | ジルバーメーヴェ（Silbermöwe） セグロカモメ       | 1956年5月29日 | 1967年3月15日 | ギリシャ海軍にて「ドラコン（Drakon）」として再就役、1974年まで運用                                                                                                  |
| P6053  | シュツルムメーヴェ（Sturmmöwe） カモメ            | 1956年5月29日 | 1967年3月15日 | ギリシャ海軍にて「デルフィン（Delphin）」として再就役、1974年まで運用                                                                                               |
| P6054  | ヴィルトシュヴァン（Wildschwan） 野生のハクチョウ | 1956年5月29日 | 1967年3月15日 | ギリシャ海軍にて「ポリデイケス（Polydeykes）」として再就役、1974年まで運用                                                                                          |
| P6055  | アイスメーヴェ（Eismöwe） シロカモメ              | 1956年7月1日  | 1967年3月15日 | ギリシャ海軍にて「フェニックス（Phoenix）」として再就役、1974年まで運用                                                                                             |
| P6056  | ラウブメーヴェ（Raubmöwe） トウゾクカモメ         | 1956年7月1日  | 1967年3月15日 | ギリシャ海軍にて「ポリコス（Polikos）」として再就役、1974年まで運用                                                                                                 |
| P6057  | ゼーシュワルベ（Seeschwalbe） アジサシ            | 1957年4月16日 | 1967年3月15日 | 1970年代半ばまで実験艇「ヴィルヘルム・ランダン」（Wilhelm Laudahn）として、エッケンフェルデ（Eckernförde）の第73テストセンター（Erprobungsstelle 73）において運用。 |

## ギャラリー

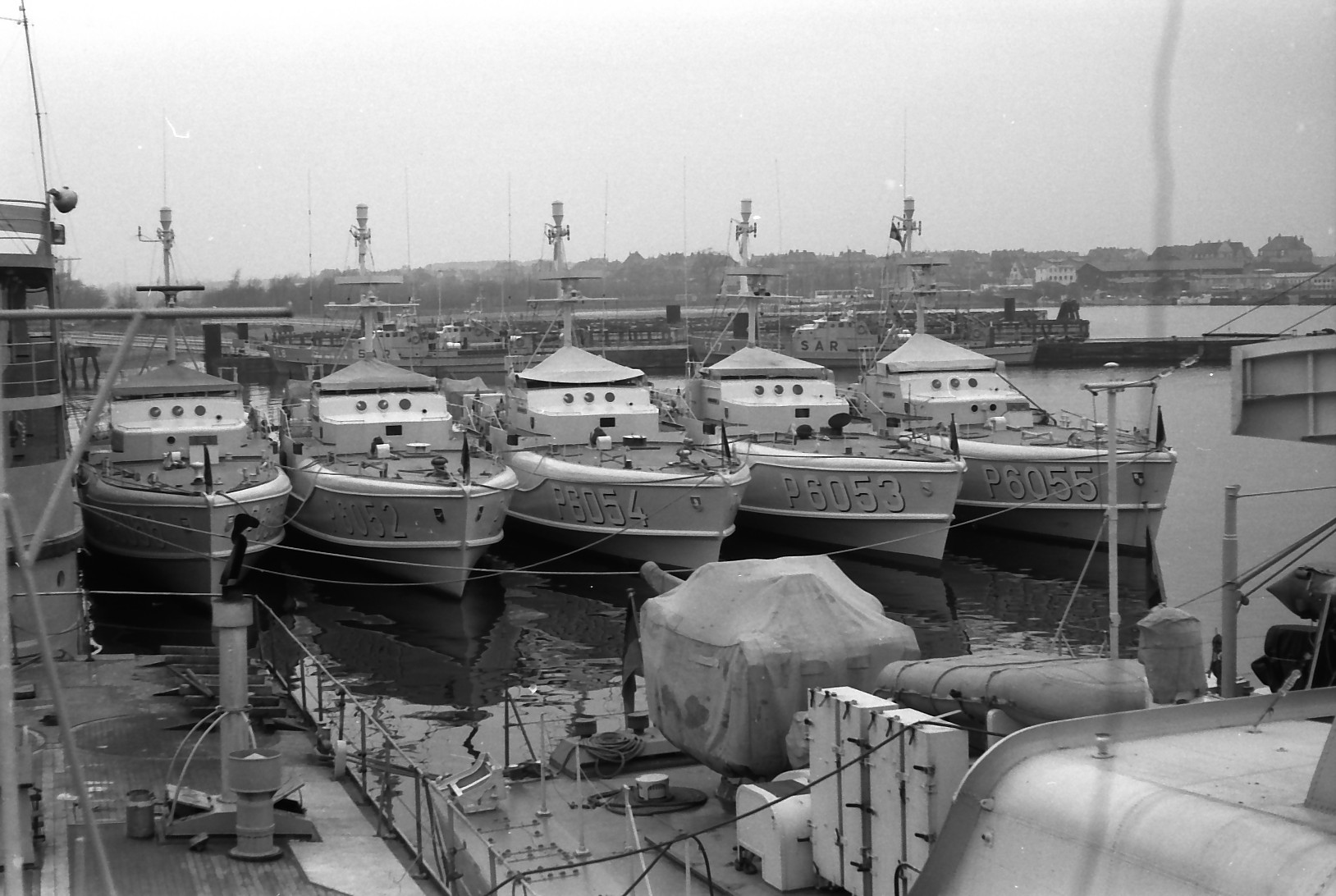
前方から見たジルバーメーヴェ級魚雷艇。
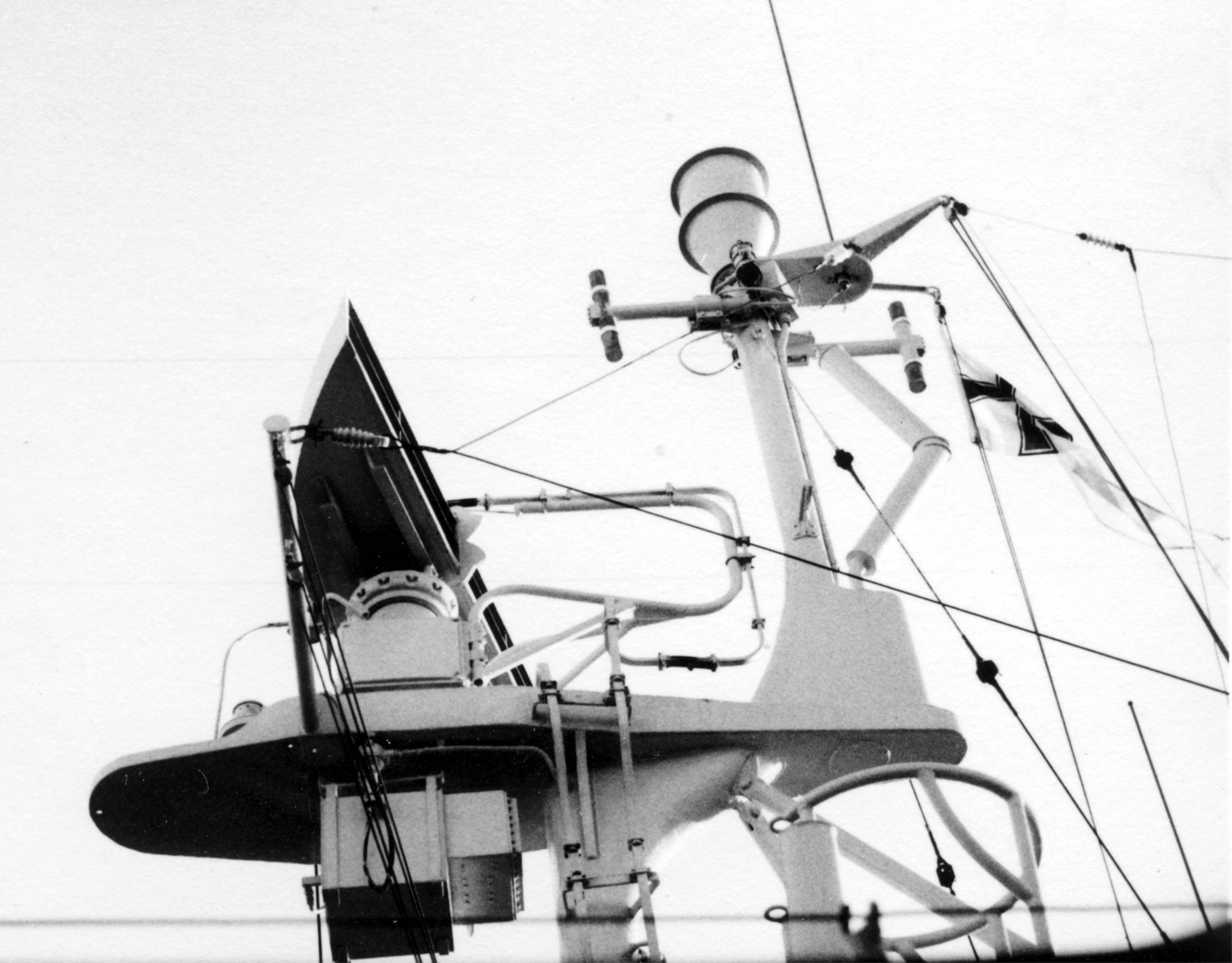
ジルバーメーヴェ級魚雷艇のマスト上に装備された、レーダーと通信用アンテナ。
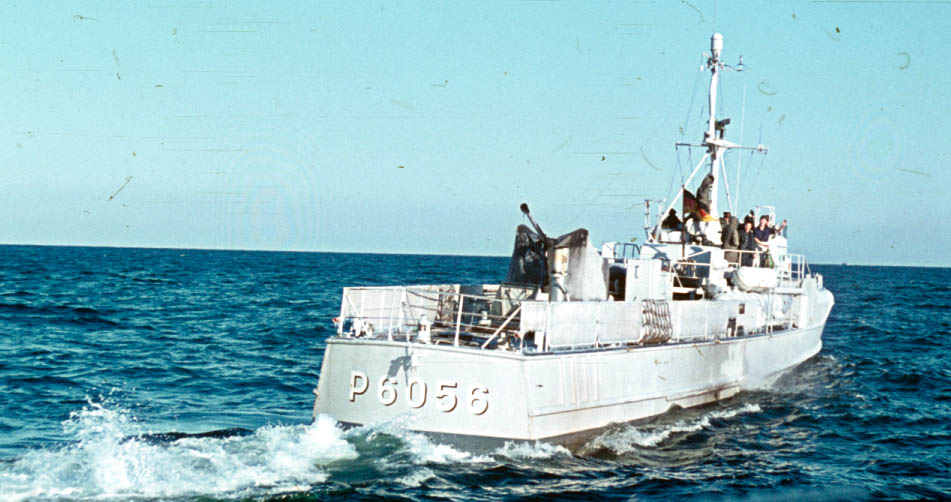
P6056 ラウブメーヴェ 後部の機関砲はボフォース40mm機関砲に換装されている。